# Organismos eucarióticos sencillos

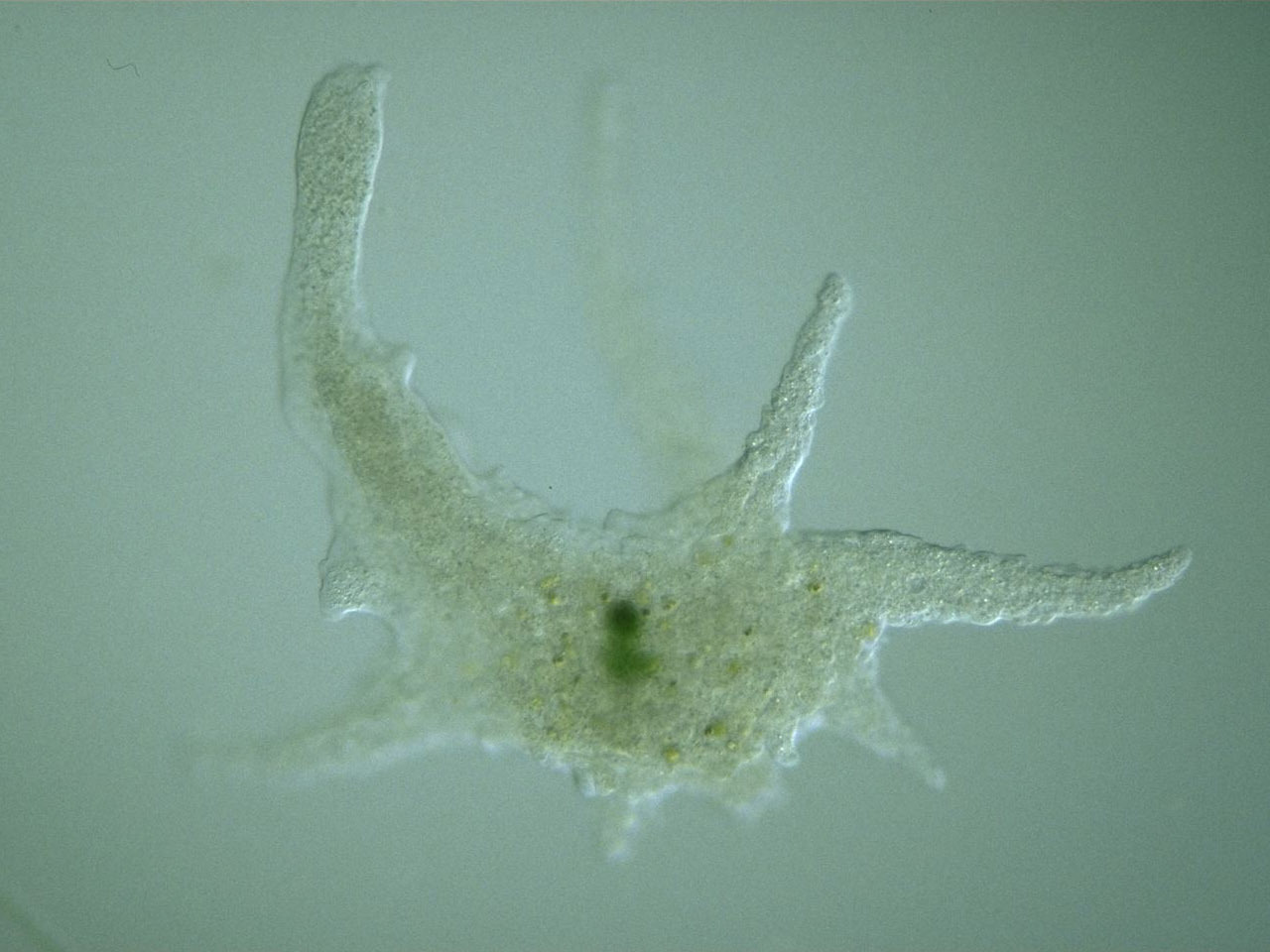

Organismos eucarióticos sencillos, entre los seres más sencillos que hay existe una enorme diversidad de organismos. Se distinguen entre sí por su tamaño, organización, forma y modo de vida.
El reino Protista está formado por los protozoos y las algas, que tienen una sencilla estructura.
Están formados por células eucarióticas, es decir, poseen un núcleo delimitado por una membrana. Todos los protozoos son organismos unicelulares, y, desde luego, microorganismos.
Por el contrario, algunas algas están formadas por muchas células y pueden verse a primera vista, aunque otras son unicelulares. Son también organismos muy sencillos.
Los protozoos son microorganismos que se caracterizan por poseer una única célula semejante a la de los animales, son heterótrofos, no poseen cloroplastos, en consecuencia tienen que alimentarse de materia orgánica fabricada por otros organismos. En los protozoos se incluyen microorganismos muy variados que pueden vivir en ambientes acuáticos, terrestres o en el interior de otros seres vivos. Los hay que se mueven en el interior del medio en el que viven, pero otros permanecen fijos al sustrato.
- La ameba es un protozoo que se mueve emitiendo pseudópodos o falsos pies. Los pseudópodos también le van a servir para capturar alimnen. Habitan charcos de agua dulce.
- La vorticela es un protozoo que vive fijo al sustrato. Posee muchos cilis, como el paramecio, pero no los utiliza para desplazarse pues va a crear corrientes de agua que atraen a su interior su alimento, restos producidos por otros organismos. Viven en charcos.
- El tripanosoma es un parásito que causa la enfermedad del sueño en las personas. Se transmite por la picadura de la conocida mosca tse-tse. Va a provocar que el sueño se haga incontrolable y que el enfermo caiga en coma.